# Mursunjärvi-Lammasjärvi-Matilanjärvi-Lamminperä
Mursunjärvi-Lammasjärvi-Matilanjärvi-Lamminperä este o arie protejată (arie de protecție specială avifaunistică — SPA) din Finlanda întinsă pe o suprafață de 707 ha, integral pe uscat.

## Localizare
Centrul sitului Mursunjärvi-Lammasjärvi-Matilanjärvi-Lamminperä este situat la coordonatele 65°36′36″N 25°57′52″E / 65.61°N 25.9644°E.

## Înființare
Situl Mursunjärvi-Lammasjärvi-Matilanjärvi-Lamminperä a fost declarat arie de protecție specială avifaunistică în august 1998 pentru a proteja 24 de specii de animale.

## Biodiversitate
Situată în ecoregiunea boreală, aria protejată nu include niciun habitat protejat.
La baza desemnării sitului se află mai multe specii protejate de  păsări (24): rață sulițar (Anas acuta), rața moțată (Aythya fuligula), bătăuș (Calidris pugnax), erete de stuf (Circus aeruginosus), lebădă de iarnă (Cygnus cygnus), Emberiza rustica, cufundar polar (Gavia arctica), cufundar mic (Gavia stellata), cocor (Grus grus), Hydrocoloeus minutus, Larus fuscus fuscus, pescăruș râzător (Larus ridibundus), Mergellus albellus, codobatura galbenă (Motacilla flava), notatița cu ciocul subțire (Phalaropus lobatus), ploier auriu (Pluvialis apricaria), corcodel-urechiat (Podiceps auritus), corcodel-cu-gât-roșu (Podiceps grisegena), Spatula clypeata, rață cârâitoare (Spatula querquedula), chiră de baltă (Sterna hirundo), Sterna paradisaea, fluierar de mlaștină (Tringa glareola), fluierarul cu picioare roșii (Tringa totanus).